# محتوای آزاد
محتوای آزاد یا اطلاعات آزاد یا محتوای باز هر اثر عملی، هنری یا آثار خلاقانه دیگر است که مطابق با تعریف آثار فرهنگی آزاد و تحت اجازه‌نامه‌ای منتشر شده باشند که محدودیت قانونی چشمگیری بر آزادی افراد در کاربرد، توزیع، تغییر و توزیع کارهای منتج‌شده از محتوا اعمال نکنند. این مفهوم، برگرفته از مفهوم نرم‌افزار آزاد و متن‌باز است. مفهوم «محتوای باز» می‌تواند به عنوان پارادایمی جایگزین، جلوی استفاده از قانون حق‌تکثیر برای «احتکار دانش» را بگیرد. محتوای آزاد به‌جای منجر شدن به احتکار، فرایند «دموکراتیزه‌سازی دانش» را آسان می‌کند. بزرگ‌ترین پروژه با محتوای آزاد، ویکی‌پدیا است.
در این‌جا واژه «محتوا» طیف گسترده‌ای، از موسیقی تا کتاب و از نرم‌افزار تا چندرسانه‌ها را دربرمی‌گیرد. محتوای آزاد به آزادی‌های زیر اشاره دارد:
- استفاده از محتوا و بهرمند شدن از آن،
- یادگیری محتوا و به کار بستن آن،
- ایجاد و توزیع نسخه‌های تکثیرشده از محتوا،
- تغییر و بهبود محتوا و توزیع آثار مشتق‌شده.[۴]

محتوای آزاد همه کارهای در مالکیت عمومی و کارهای دارای کپی‌رایت که اجازه‌نامه‌شان آزادی‌های برشمرده در بالا را محترم بدانند، دربرمی‌گیرد. از آن‌جا که در بیش‌تر کشورها قانون کپی‌رایت اجازه کنترل انحصاری به دارنده اثر می‌دهد، محتواهایی که در مالکیت عمومی نیستند برای آن‌که آزاد شوند، باید صریحاً (معمولا از درون اثر) اعلام کنند که این محتوا دارای اجازه‌نامه آزاد است.

## تعریف
دانش آزاد یا همچنین دانش باز{open knowledge} یا دانش علنی دانشی است که بتوان آن را به دست آورد، تفسیر کرد و آزادانه اعمال کرد. این قاعده می‌تواند بر حسب نیازهای اشخاص تنظیم شود و به خاطر منافع اجتماعی با دیگران به اشتراک گذاشته شود.
این اصطلاح به حرکت فرهنگی دانش آزاد اشاره دارد که از اصول موفقیت نرم‌افزار آزاد، موفقیت تولید مشارکت‌کننده در توسعهٔ نرم‌افزار آزاد (و ویکی‌پدیا) و این عقیده که دانش باید بدون هیچ محدودیتی در دسترس و قابل انتشار باشد، الهام گرفته است.
ترویج‌دهندگان دانش آزاد اعتقاد دارند که آزادی دانش تحت تأثیر اعتبار تلاش‌هاییست که برای محدود کردن یا کنترل انتشار اطلاعات (یا دانش صریح) روی اینترنت انجام می‌شود. به همین دلیل تعریف دانش آزاد بر اساس تعریف نرم‌افزار آزاد و توسط بنیاد نرم‌افزار آزاد که به این موضوع اهمیت می‌دهد، تنظیم شده است.
دانش آزاد همان دانش واضح و آشکار است که طوری منتشر شده که کاربران آزادند آن را بخوانند، گوش بدهند، ببینند و تجربه کنند تا از آن یاد بگیرند و آن را کپی کنند یا اقتباس کنند و برای هر منظوری استفاده کنند و نسخه‌های تغییر یافته را مشابه کالاهای عمومی منتشر کنند.
کاربران دانش آزاد آزادند تا:
- از آن برای هر منظوری استفاده کنند.
- مکانیزم آن را یاد بگیرند تا بتوانند تغییرش بدهند یا با نیاز خود منطبقش کنند.
- کپی‌هایی را به صورت کلی یا جزئی بازنشر کنند.
- کار را افزایش یا گسترش بدهند و نتیجه را منتشر کنند.

طبق تعریف بنیاد نرم‌افزار آزاد، آزادی ۲ و ۴ به ارائهٔ دیجیتال دانش آزاد نیاز دارد تا در یک قالب فایل آزاد که به صورت کامل توسط نرم‌افزار آزاد قابل ویرایش باشد، قرار بگیرد .
دانش آزاد روشی است که همه افراد می‌توانند در تولید دانش مشارکت داشته باشند. مشارکت در دانش آزاد به این معناست که مردم هم تولیدکننده دانش هستند (دانشمند، مخترع، هنرمند، مکتشف و …)، هم مصرف‌کنندگان، هم آموزش دهنده و هم حامی محسوب می‌شوند. کسب دانش و گسترش آن در این روش همگانی است. دانش آزاد وابسته به هیچ شخص، گروه یا حکومتی نیست. دانش آزاد روشی تجاری نیست بلکه زنده ماندن دانش وابسته به مردم است و تولیدکنندگان دانش تنها با حمایت هواداران خود می‌توانند به کارشان ادامه دهند.
دانش آزاد تنها به حمایت کسانی احتیاج دارد که به جز خود، به جامعه خود هم اهمیت می‌دهند. این روش حمایتی در جامعه نرم‌افزار آزاد -که یکی از محصولات دانش آزاد محسوب می‌شود - پیاده‌سازی شده است.